# Stefanoberyksopodobne
Stefanoberyksopodobne (Stephanoberycoidea) – nadrodzina morskich ryb promieniopłetwych z rzędu beryksokształtnych (Beryciformes), dawniej zaliczana do stefanoberyksokształtnych (Stephanoberyciformes), obejmująca rodziny:
- Gibberichthyidae
- Stephanoberycidae – stefanoberyksowate
- Hispidoberycidae.